# Нигматулин, Аргын Зайруллаевич
Аргын Зайруллаевич Нигматулин (каз. Нығматулин Арғын Зайроллаұлы, род. 28 июня 1955 г., Караганда, КазССР, СССР) — казахстанский политический и общественный деятель, кандидат технических наук, заслуженный деятель спорта Республики Казахстан, член Исполкома Казахстанской Федерации хоккея, член организационного комитета Высшей хоккейной лиги, депутат Карагандинского областного маслихата двух созывов. Имеет два высших образования: по специальности «Технология и комплексная механизация подземной разработки месторождений полезных ископаемых» с присвоением квалификации «Горный инженер», ученая степень «Кандидат технических наук» (КарГТУ) и «Правоведение» с присвоением квалификации «Юрист» (КарГУ).

## Биография
Родился в семье ветерана ВОВ, защитника Ленинграда, Почетного гражданина города Караганды — Зайруллы Досжановича Нигматулина — и труженицы тыла — Зейнеп Кариевой.
В 1977 году окончил Карагандинский политехнический институт, горный факультет. За время учёбы он проявил себя не только, как отличник, но и активный общественник и спортсмен.
После института устроился на шахту, где продолжил проявлять свой организаторский талант. В период с 1975 по 1980 гг. с подземного горнорабочего добился повышения сначала до подземного горного мастера, а позже и мастера участка шахты им. Горбачева. После шахты устроился в Карагандинское отделение Восточного НИИ на должность младшего научного сотрудника, где проработал 8 лет, уйдя в степени старшего научного сотрудника и Кандидата технических наук. С 1988 по 1993 гг работал заместителем начальника участка, заместителем главного инженера и начальником участка на шахте «Саранская», после стал главным технологом и и. о. главного инженера шахты им. 60-летия Октябрьской Революции. С 1996 по 1997 гг. занимал должность руководителя аппарата акима Ленинского района и Советского района. В 1997 году был назначен директором РГП «Центр по недвижимости» по Карагандинской области, где руководил вплоть до 2006 года, когда по его инициативе был организован ХК «Сарыарка».
Карагандинский клуб в первом же сезоне Всероссийского соревнования по хоккею среди команд 1-й лиги (дивизион «Сибирь-Дальний Восток») занял третье место. В сезоне 2007/2008 карагандинская команда в первенстве России среди команд первой лиги вышла в плей-офф, где дошла до финала и в финальной серии до двух побед переиграла хоккейный клуб «Вымпел» из Междуреченска — став чемпионом России среди команд 1 лиги, тем самым завоевав путевку в Высшую лигу Открытого Всероссийского первенства (дивизион «Сибирь-Дальний Восток»). В сезоне 2008/2009 «желто-черные» стали обладателями серебряных медалей Кубка Казахстана. В 2009 году по инициативе Президента Республики Казахстан было принято решение о проведении первого полноценного национального чемпионата по хоккею с шайбой среди мужских команд, где победителем стала «Сарыарка». В сезонах 2010/2011 и 2011/2012 карагандинский клуб стал обладателем бронзы ОЧРК. В сезоне 2012/2013 под руководством Нигматулина А. З. «Сарыарка» успешно дебютировала в Высшей хоккейной лиге, где добилась огромных высот: в своем первом же сезоне в ВХЛ выиграв регулярный чемпионат и дойдя до финала Кубка Братины, а уже в следующем выиграв главный трофей Высшей лиги, «желто-черные» в последующих годах всегда были в лидерах чемпионата и установили множество рекордов, а также занесены в Книгу Рекордов СНГ за самую продолжительную победную серию: 23 игры подряд с октября 2012 года по январь 2013 года ни одной из команд соперников, включая фаворитов ВХЛ, не удавалось одолеть «Сарыарку». В сезоне 2014/2015 «орлы» стали обладателями Кубка Открытия, обыграв тюменский «Рубин». К моменту создания клуба Аргын Зайруллаевич и сам уже несколько лет играл в хоккей на любительском уровне. С тех пор в области было создано несколько групп любительского хоккея. Так же на протяжении 2-х лет был генеральным менеджером юниорской сборной Казахстана — в 2016 и 2017 годах, когда юниоры Казахстана завоевали бронзу и серебро Чемпионата мира соответственно. В 2015 году по инициативе Нигматулина А. З. был создан фарм-клуб «Сарыарки» — команда «Темиртау», которая на данный момент является обладателем бронзы и серебра Открытого Чемпионата Республики Казахстан, а также обладателем бронзовых медалей Кубка Казахстана. Аргын Зайруллаевич является единственным руководителем хоккейного клуба, который завоевал практически все награды Чемпионата Казахстана по хоккею: бронза, серебро и золото Открытого Чемпионата Республики Казахстан, бронза и серебро Кубка Казахстана. На должности директора ХК «Сарыарка» Аргын Зайруллаевич проработал 12 лет, и в связи с достижением пенсионного возраста покинул свой пост.
Помимо всего с 2003 является депутатом Карагандинского областного маслихата, возглавлял постоянную комиссию по законности и правам граждан, является членом постоянной комиссии по социально-культурному развитию и социальной защите населения Карагандинского областного маслихата.
Аргын Зайруллаевич удостоен многих наград: награждён орденом «Курмет», почетной грамотой акима Карагандинской области, Знаком Министра юстиции Республики Казахстан «За верное служение Фемиде», а также медалями: «Қазақстан Республикасының тәуелсіздігіне 10 жыл», «Қазақстан Конституциясына 10 жыл», «10 жыл Астана», «Қазақстан Республикасының тәуелсіздігіне 20 жыл», «Қазақстан мәслихаттарына 20 жыл» (2014), «Қазақстан Конституциясына 20 жыл» (2015), имеет звания: Почетный профессор Восточно-Казахстанского государственного университета им. С. Аманжолова, «Заслуженный деятель спорта Республики Казахстан», также является многократным победителем чемпионатов и первенств Казахской ССР, всесоюзных и международных турниров по боксу.
Аргын Зайруллаевич женат (супруга — Бельбаева Найле Негдатовна), у него трое детей — Мархабат, Асан и Амина.

## Трудовая деятельность
· Подземный горнорабочий на шахте «Западная» ПО «Карагандауголь»; подземный горный мастер, мастер участка шахты им. Горбачева (1975—1980);
· Младший научный сотрудник, научный сотрудник, старший научный сотрудник Карагандинского отделения Восточного НИИ (1980—1988);
· Заместитель начальника участка, заместитель главного инженера, начальник участка шахты «Саранская» (1988—1993);
· Главный технолог, и. о. главного инженера шахты им. 60-летия Октябрьской Революции (1993—1996);
· Руководитель аппарата акима Ленинского района, руководитель аппарата акима Советского района г. Караганды (1996—1997);
· Директор РГП «Центр по недвижимости» по Карагандинской области (1997—2006);
· Директор РГП «Центр по недвижимости» Комитета регистрационной службы Министерства юстиции по Восточно-Казахстанской области" (2006—2007);
· Директор коммунального государственного предприятия "Хоккейный клуб «Сарыарка» (2006—2018).

## Выборные должности, депутатство
· Депутат Карагандинского областного маслихата двух созывов (2003—2006 гг. и с 2012 г.);
· Член постоянной комиссии по социально-культурному развитию и социальной защите населения Карагандинского областного маслихата;
· Член Исполнительного комитета Казахстанской федерации хоккея;
· Член организационного комитета Высшей хоккейной лиги.

## Государственные награды, премии, почетные звания, достижения
· Орден «Курмет»;
· Орден «Парасат»;
· Почетная грамота акима Карагандинской области;
· Знак Министра юстиции Республики Казахстан «За верное служение Фемиде»;
· Медаль «Қазақстан Республикасының тәуелсіздігіне 10 жыл»;
· Медаль «Қазақстан Конституциясына 10 жыл»;
· Медаль «10 жыл Астана»;
· Медаль «Қазақстан Республикасының тәуелсіздігіне 20 жыл»;
· Медаль «Қазақстан мәслихаттарына 20 жыл»;
· Медаль «Қазақстан Конституциясына 20 жыл»;
· Заслуженный деятель спорта Республики Казахстан;
· Многократный чемпион Казахской ССР по боксу;
· Бронзовый призёр первенства России среди команд 1 лиги (дивизион «Сибирь-Дальний Восток») в качестве директора ХК «Сарыарка» — 2006/2007;
· Чемпион России среди команд 1 лиги (дивизион «Сибирь-Дальний Восток») в качестве директора ХК «Сарыарка» — 2007/2008;
· Обладатель серебряных медалей Кубка Казахстана в качестве директора ХК «Сарыарка» — 2008/2009;
· Чемпион Республики Казахстан по хоккею с шайбой в качестве директора ХК «Сарыарка» — 2009/2010;
· Обладатель бронзовых медалей ОЧРК в качестве директора ХК «Сарыарка»- 2010/2011, 2011/2012;
· Обладатель бронзовых медалей Кубка Казахстана по хоккею в качестве директора ХК «Сарыарка» — 2007/2008, 2009/2010, 2010/2011;
· Победитель Регулярного чемпионата ВХЛ в качестве директора ХК «Сарыарка»- 2012/2013;
· Обладатель Кубка Братины в качестве директора ХК «Сарыарка»- 2013/2014;
· Лучший руководитель клуба ВХЛ — 2013/2014;
· Обладатель Кубка Открытия — 2014/2015
· Обладатель бронзовых медалей Чемпионата мира 2016 в качестве генерального менеджера юниорской сборной Казахстана;
· Обладатель серебряных медалей Чемпионата мира 2017 в качестве генерального менеджера юниорской сборной Казахстана;
· Обладатель серебряных медалей ОЧРК в качестве директора ХК «Темиртау» — 2016/2017;
· Обладатель бронзовых медалей Кубка Казахстана по хоккею в качестве директора ХК «Темиртау» — 2017/2018;
· Обладатель бронзовых медалей ОЧРК в качестве директора ХК «Темиртау» — 2017/2018.

## Научные, литературные труды, публикации
· Автор более 20 печатных работ, 3 авторских свидетельства на изобретения

## Рейдерство
Вместо с двумя братьями обвиняется в рейдерстве многих предпринимателей Карагандинской области.

## Семья
· Отец: Зайрулла Нигматулин (7 ноября 1919 г. — 7 февраля 2013 г.) — Ветеран Великой Отечественной войны и труда, Почетный гражданин города Караганды;
· Мать: Зейнеп Кариева (7 ноября 1920 г. — 18 января 2018 г.);
· Супруга: Бельбаева Найле Негдатовна;
· Дети: Мархабат, Асан, Амина;
· Братья, сестры: Нигматулин, Нурлан Зайруллаевич, Нигматулин, Ерлан Зайруллаевич, Нигматулин Арстан, Нигматулин Арын, Нигматулина Мархаба.